# Portal San Francisco
Portal San Francisco es un pueblo chileno ubicado en la comuna de Temuco, Región de la Araucanía.

## Geografía
Portal San Francisco tiene una superficie de 0,26 kilómetros cuadrados. Se encuentra en las coordenadas 38°41′19″S 72°39′15″O / -38.68871671677201, -72.65409633743148.

## Demografía
El pueblo, según el censo de 2017, tiene alrededor de 2780 habitantes.

## Urbanismo

### Barrios
Los barrios del Portal San Francisco son:
- Esperanza con Huenchumilla.
- Los Laureles de Villa Alegre.
- Nehuén.